# Justicia polita
Justicia polita är en akantusväxtart som först beskrevs av Christian Gottfried Daniel Nees von Esenbeck, och fick sitt nu gällande namn av S.R. Profice. Justicia polita ingår i släktet Justicia och familjen akantusväxter. Inga underarter finns listade i Catalogue of Life.